# Illyrischer Hahnenfuß
Der Illyrische Hahnenfuß (Ranunculus illyricus) ist eine Pflanzenart aus der Gattung Hahnenfuß (Ranunculus) innerhalb der Familie der Hahnenfußgewächse (Ranunculaceae).

## Beschreibung

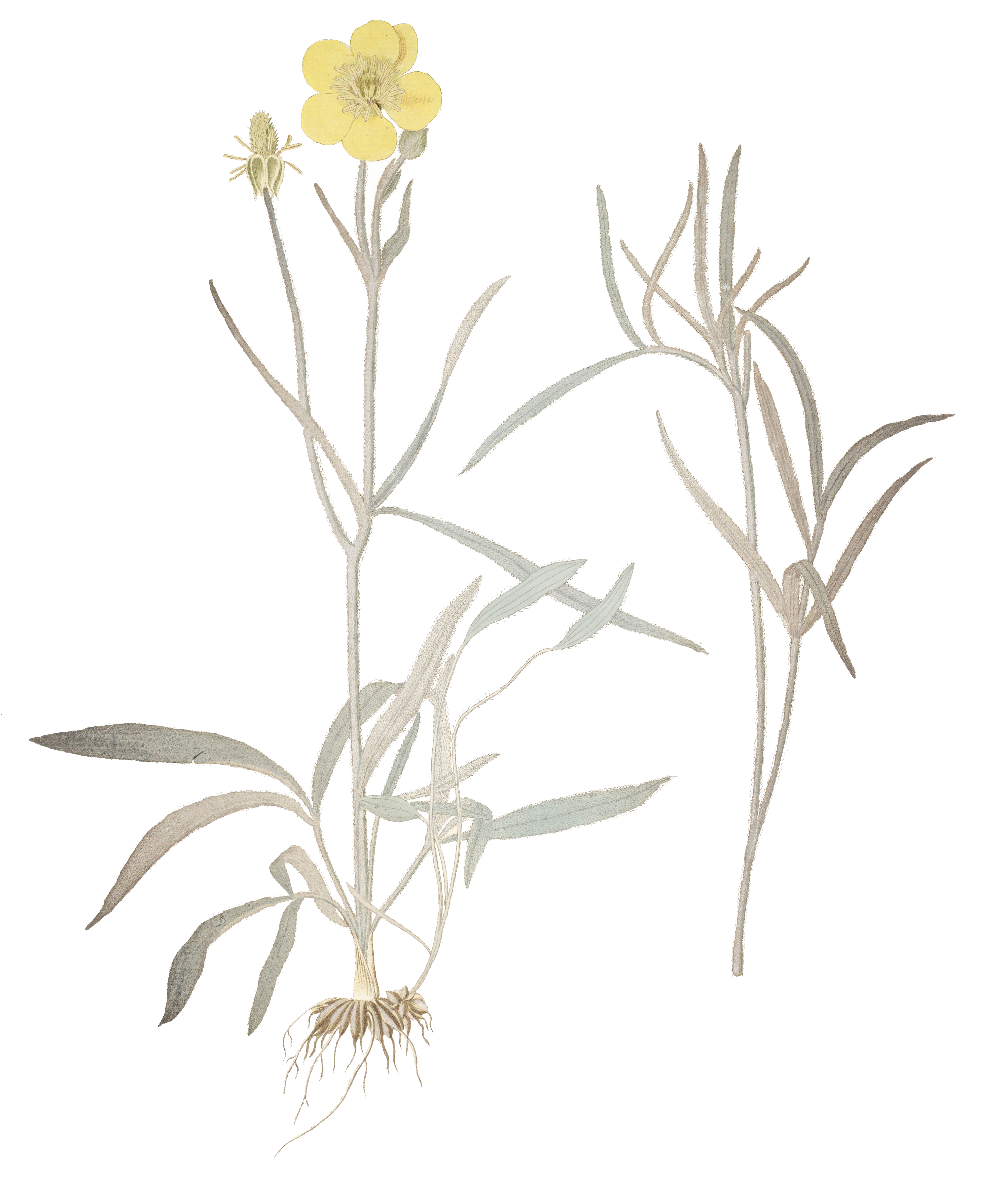
Illustration aus N. J. von Jacquin: Florae Austriaceae, Band 3, 1775, Tafel 222

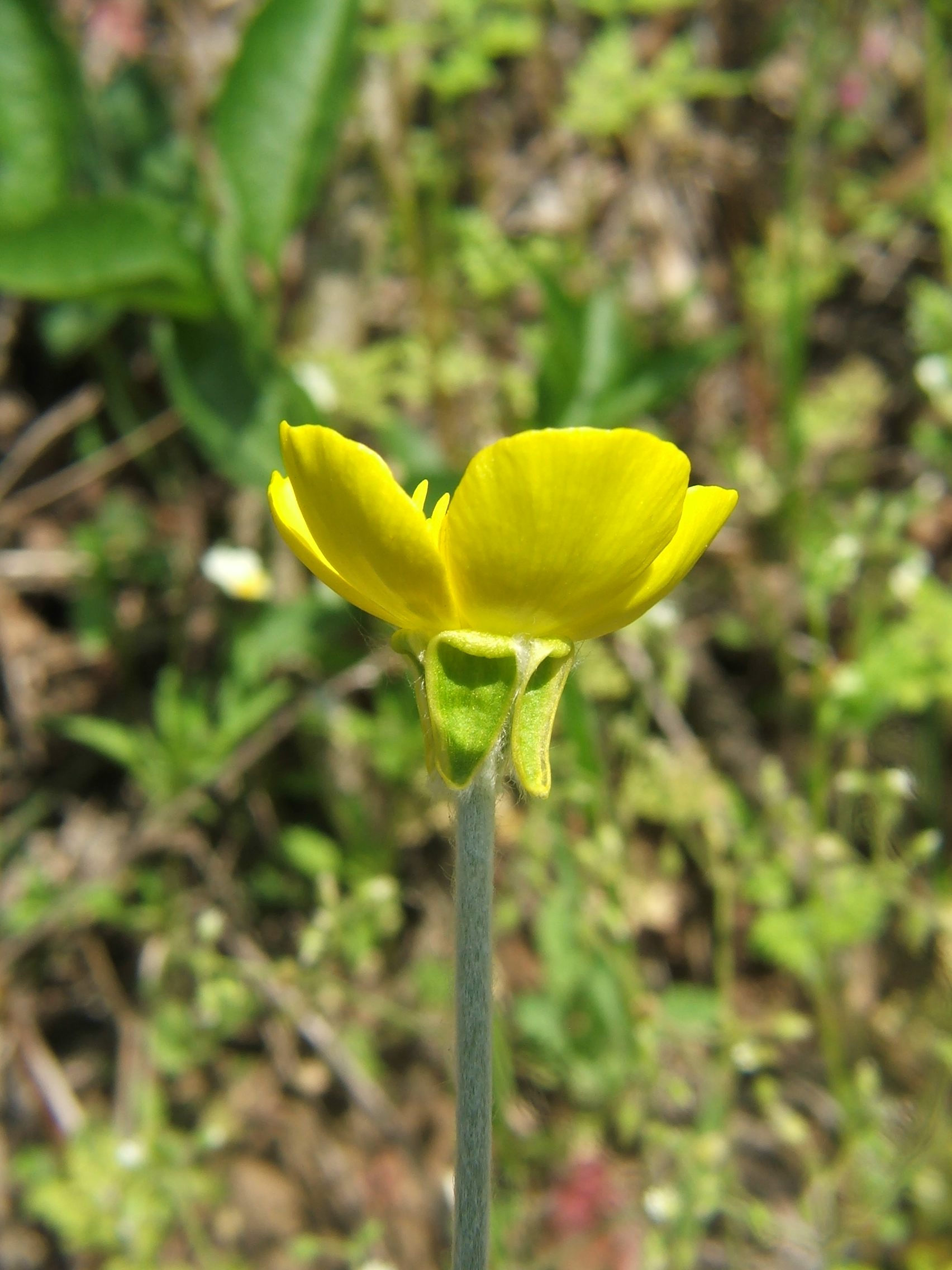
Blüte von der Seite mit zurückgeschlagenen Kelchblätter und gelben Kronblättern

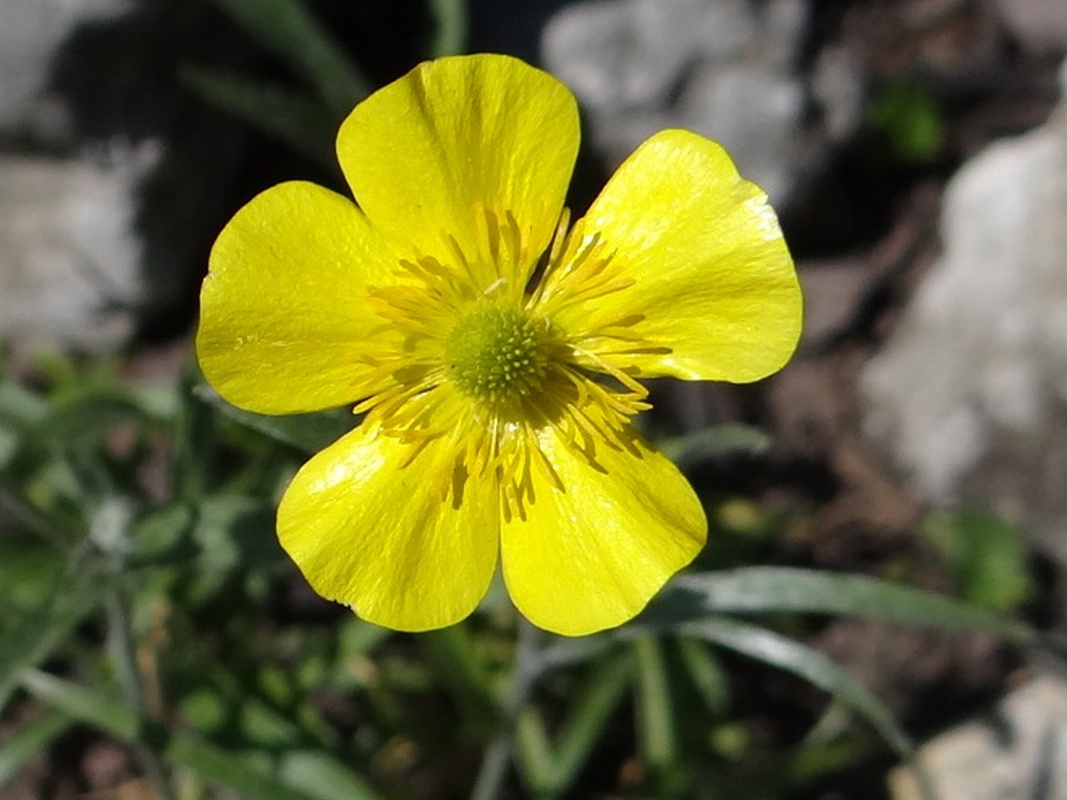
Blüte von oben im Detail

### Vegetative Merkmale
Der Illyrische Hahnenfuß ist eine ausdauernde, krautige Pflanze, die meist Wuchshöhen von meist 30 bis 45 (20 bis 60) Zentimetern erreicht. Als Überdauerungsorgane bildet sie unterirdische Ausläufer und Wurzelknollen, auch als rübenförmige Speicherwurzeln bezeichnet. Der aufrechte, schlank verzweigte Stängel ist angedrückt, weiß glänzend, zottig behaart. Oft blüht der Illyrische Hahnenfuß in Deutschland nicht und entwickelt nur unzerteilte Grundblätter.
Die Grundblätter besitzen drei bis fünf Abschnitte erster Ordnung; ihre Blattabschnitte sind lineal-lanzettlich und unzerteilt oder bis zum Spreitengrund dreiteilig. Es sind wenige Stängelblätter vorhanden. Die Laubblätter sind dicht weiß behaart. Die Stängelblätter sind dreiteilig mit lineal lanzettlichen, ungeteilten Blattabschnitten.

### Generative Merkmale
Die Blütezeit reicht von Mai bis Juni. Je Pflanzenexemplar sind ein bis fünf Blüten vorhanden.
Die zwittrige Blüten ist bei einem Durchmesser von 9 bis 15, selten bis zu 30 Millimetern radiärsymmetrisch und fünfzählig. Die fünf zurückgeschlagenen Kelchblätter sind silberzottig behaart. Die fünf Kronblätter sind schwefelgelb und an ihrer Basis gefleckt. Es sind viele Staubblätter vorhanden. Die Staubbeutel sind gelb.
Die zahlreichen Nüsschen sind abgeflacht, schmal geflügelt, mit langem geraden Schnabel und auf den Seiten punktiert.
Der Illyrische Hahnenfuß ist diploid oder tetraploid mit einer Chromosomenzahl von 2n = 16 oder 32:

## Vorkommen und Gefährdung
Der Illyrische Hahnenfuß kommt in Europa in Mitteleuropa, Italien sowie dem gemäßigten bis warmgemäßigten Südosteuropa vor. Nordwärts reicht ihr Verbreitungsgebiet bis Südschweden. Es gibt Fundortangaben für die Länder Deutschland, Österreich, Tschechien, Polen, Italien, Slowenien, Ungarn, die Balkanhalbinsel, Serbien, Bulgarien, die Slowakei, Rumänien, die Ukraine, Russland, Belarus, Moldawien, die Türkei, Ägäische Inseln, Armenien, Aserbaidschan, den Kaukasusraum und Schweden.
Der Illyrische Hahnenfuß wächst auf reicheren und oft ruderal beeinflussten, kontinentalen Sand- und Trockenrasen sowie trockenen Wiesen. Ranunculus illyricus ist eine Charakterart der Ordnung Festucetalia valesiacae, kommt aber auch in Pflanzengesellschaften des Verbands Arrhenatherion vor.
Die Zeigerwerte nach Ellenberg sind: Lichtzahl 8 = Halblicht- bis Volllichtpflanze; Temperaturzahl 7 = Wärmezeiger; Kontinentalitätszahl: 6 = gemäßigtes Steppenklima zeigend; Feuchtezahl 4 = Trockenheits- bis Frischezeiger; Feuchtewechsel: keinen Wechsel der Feuchte zeigend; Reaktionszahl 7 = Schwachbasenzeiger; Stickstoffzahl: 4 = Stickstoffarmut bis mäßigen Stickstoffreichtum zeigend; Salzzahl 0 = nicht salzertragend; Schwermetallresistenz: nicht schwermetallresistent.
Der Illyrische Hahnenfuß gilt in der Roten Liste der gefährdenten Pflanzenarten Deutschlands nach Metzing et al. 2018 mit der Gefährdungskategorie 2 als stark gefährdet.

## Taxonomie
Die Erstveröffentlichung von Ranunculus illyricus erfolgte 1753 durch Carl von Linné in Species Plantarum, S. 552. Das Artepitheton illyricus bedeutet „aus dem Gebiet der Illyrer“ im nordwestlichen Balkan. Synonyme für Ranunculus illyricus L. sind: Ranunculus alexeenkoi Grossh., Ranunculus dalmaticus Grossh., Ranunculus meridionalis Grossh., Ranunculus scythicus nom. inval., Ranunculus tenorei Jord., Ranunculus illyricus subsp. tenorei (Jord.) P.H.Davis.

## Nutzung
Der Illyrische Hahnenfuß wird selten als Zierpflanze für Steingärten und Heidebeete genutzt.